# Olivier Marmurek
 (septembre 2018).
Si vous disposez d'ouvrages ou d'articles de référence ou si vous connaissez des sites web de qualité traitant du thème abordé ici, merci de compléter l'article en donnant les références utiles à sa vérifiabilité et en les liant à la section « Notes et références ».
Olivier Marmurek, né le 12 décembre 1969, est un pongiste français.

## Biographie
Marmurek commence à jouer au ping-pong au sein de son école primaire Julien-Lacroix et participe aux compétitions inter-scolaires où il est invaincu.
Il est alors repéré par le club de l'espérance de Reuilly et rejoint leur structure. Moins d'un an après ses débuts il devient champion de France minimes en simple. Dans la catégorie juniors il deviendra 2 fois champion de France en simple, et champion d'Europe en double-mixte associé à Emmanuelle Coubat.
Il est numéro 4 européen de sa catégorie d'âge. À l'âge de 14 ans il est 1/8 de finaliste du championnats de France seniors alors qu'il n'est que cadet.
Il intègre l'INSEP l'année de ses 15 ans. À l'âge de 16 ans il bat pour la première fois le grand champion Jacques Secretin. Il gagne le tournoi de sélection français qualificatif pour les championnats d'Europe de Paris-Bercy 1988 et s'impose en équipe de France seniors à l'âge de 18 ans.
L'année suivante, aux championnats du monde de Dortmund, il bat le numéro 1 allemand Bohm qui joue à domicile devant plus de 9000 spectateurs.

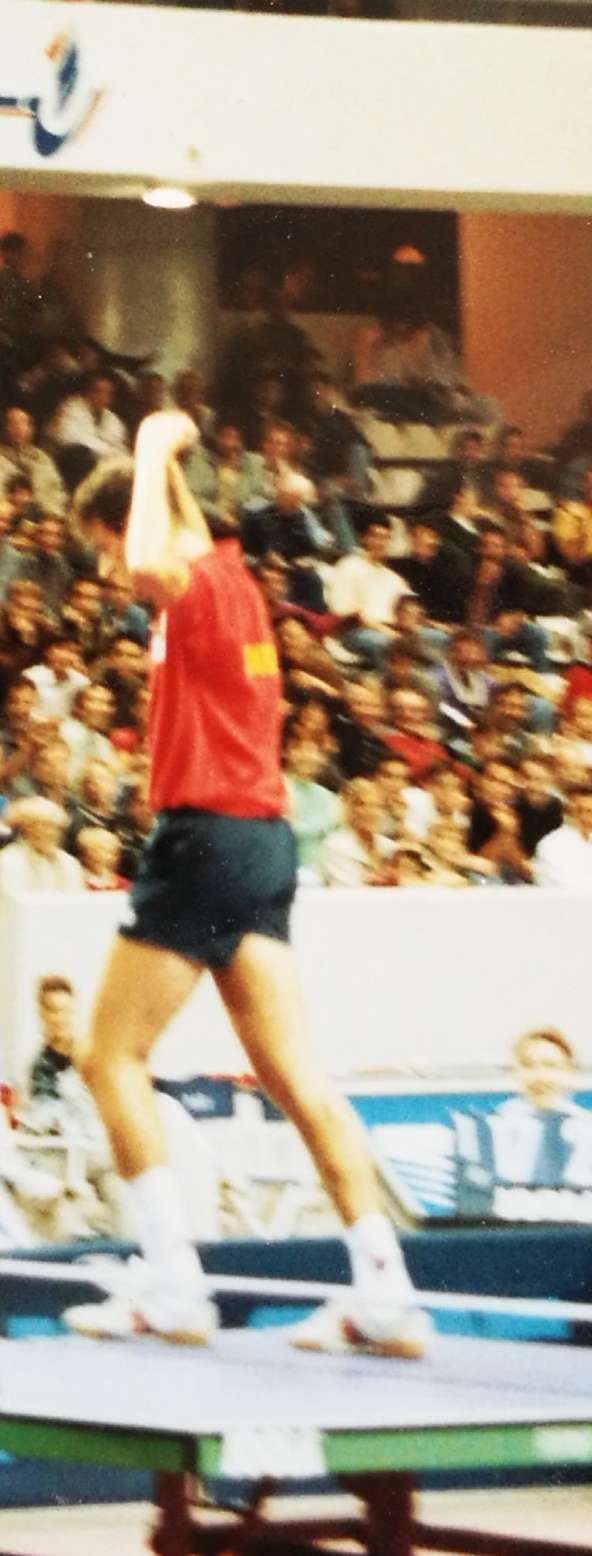
Olivier Marmurek saute sur la table au palais des sports de Coubertin après sa victoire contre le Coréen KTaek-soo Soo.

En 1993, lors du trophée "Seat" qui se déroule au palais des sports de Paris-Coubertin, il vient à bout du numéro 1 chinois Ma Wenge et du numero 1 sud-coréen Kim Taek-soo, tous deux médaillés de bronze aux jeux olympiques de Barcelone. Joyeux d'avoir brillé devant ses proches, il sauta sur la table à la suite de ses victoires et en fit sa marque de fabrique.
Au cours de sa carrière , il a battu plusieurs numéros 1 mondiaux : Wang Liqin (champion du monde ), Jörgen Persson (champion du monde ), Jean-Philippe Gatien (champion du monde), Jean-Michel Saive (champion d'Europe), Jörg Rosskopf (champion d'Europe ), Ma Wenge (numéro 2 mondial), Kim Taek-soo (numéro 3 mondial)...
En 1996, il est le seul joueur français à se qualifier pour la finale du pro-tour en simple de Tianjin (Chine).
En 2000, il se qualifie pour la finale du pro-tour en double-messieurs de Sydney.
Il a été finaliste de l'US open du simple en 2003 et 2 fois demi-finaliste de ce même us open en 1994 (vainqueur de Patrick Chila en quarts de finale) et en 1999.
Il a remporté à deux reprises le championnat de France de tennis de table en double associé à Patrick Chila en 1990 et 1991, et à quatre reprises le double mixte en 1991, 1993, 1994 et 1995 associé à Emmanuelle Coubat. Il a été 3 fois demi-finaliste de l'Open du Brésil en simple en 1991, 1992 et 1996.
Il a été demi-finaliste de l'Open de Bulgarie en simple en 1994.
Il a été vainqueur de l'Open du Brésil et de l'Open de Slovaquie en 1994 dans l'épreuve du double-messieurs.
Il a été demi-finaliste de l'Open d'Australie en simple en 1996.
Il fut longtemps considéré comme le joueur le plus doué de sa génération mais un conflit l'opposant à la Fédération française de tennis de table l'a sans nul doute empêché d'exprimer tout son potentiel.
En 1993, il bat Jean-Philippe Gatien 3 fois en 4 confrontations, année ou celui-ci deviendra champion du monde mais Olivier Marmurek ne sera pas sélectionné parmi les 6 joueurs qui représenteront la France, alors qu'aucun de ces joueurs n'a pu le battre ne serait-ce qu'une fois.
Depuis les années 2000, Olivier a joué pour les clubs de Beauchamp, Pavillons-sous-bois, TT16,Chailles.
Un accident survenu à la suite d'une glissade dans un café de l'État de Floride et qui a nécessité 2 opérations chirurgicales a mis un terme à sa carrière.